# Nat Wolff
Nathaniel Marvin Wolff, detto Nat (Los Angeles, 17 dicembre 1994), è un attore, cantante e musicista statunitense.
Leader del gruppo musicale Nat & Alex Wolff, è conosciuto a livello internazionale soprattutto per aver interpretato se stesso nel film The Naked Brothers Band: The Movie e nella serie televisiva che ne è stata tratta The Naked Brothers Band, entrambi prodotti dalla rete Nickelodeon.

## I primi anni
Figlio dell'attrice televisiva Polly Draper e del pianista jazz Michael Wolff, è il fratello maggiore del batterista Alex Wolff. Dato l'ambiente familiare in cui cresce, sin da bambino esprime chiaramente l'intenzione di diventare attore e dimostra sensibilità e passione per la musica, in particolare componendo canzoni fin dall'età di 5 anni. Così, in occasione del suo settimo compleanno, organizza una raccolta di fondi per i figli dei pompieri del New York City Fire Department rimasti orfani in seguito agli attentati dell'11 settembre 2001, proponendo proprie canzoni come Firefighters.
Inizialmente contraria a introdurre nell'ambiente cinematografico un figlio così piccolo, la madre preferisce farlo recitare in alcune produzioni off-Broadway come Getting Into Heaven e The Heart of Baghdad. Nondimeno nel 2004 è proprio lei ad impegnarsi attivamente e in prima persona nella realizzazione del film Don't Eat Off My Plate, un falso documentario sulla propria famiglia incentrato sulla vita dei due figli e girato in casa, o quasi, con la collaborazione di parenti e amici. L'anno successivo il lungometraggio, presentato all'Hamptons International Film Festival, è accolto molto positivamente dal pubblico che gli assegna il premio per le produzioni familiari, suscitando in tal modo l'interesse della rete Nickelodeon, specializzata in programmi per bambini e ragazzi, che decide di acquistarlo.

## The Naked Brothers Band
È da questa pellicola "familiare" che, a partire dal 2005, la Nickelodeon ricava, con modesti cambiamenti, il film The Naked Brothers Band: The Movie e sviluppa contemporaneamente la serie televisiva The Naked Brothers Band.
Per quanto riguarda il film, Polly Draper, la madre, vi figura come ideatrice, produttore esecutivo, scrittrice e regista, ma non come attrice. Il protagonista infatti è il figlio Nat, che interpreta se stesso come leader di una famosa band internazionale in cui è voce solista e tastierista. Nel gruppo suonano anche il fratello Alex (batteria) e gli amici David Levi (tastiere), Thomas Batuello (violoncello), Joshua Kaye (chitarra), Allie DiMeco "Rosalina" (basso) e Cole Hawkins; il manager è il giovanissimo Cooper Pillot. Il film vede inoltre la partecipazione di numerose star della musica e della TV, fra cui Cindy Blackman, Ricki Lake, Cyndi Lauper, Brent Popolizio, David Thornton e Nancy Wilson. Il nome della band che compare nel titolo del film, uno dei pochi mutamenti voluti dalla produzione, sostituisce quello originale, The Silver Boulders, che designava il gruppo musicale creato effettivamente da Nat Wolff con i suoi compagni di scuola. Come ricorda la madre, il nuovo appellativo deriva da un lontano episodio in cui i due fratelli, ancora bambini, uscirono nudi dal bagno saltellando per tutta la casa e strillando: "We're the Naked Brothers Band!" ("Siamo la banda dei fratelli nudi!"). A parte una canzone scritta dal fratello Alex, tutte le musiche del film sono di Nat che, stando alle sue dichiarazioni, all'inizio del 2007 aveva già composto qualcosa come 150 brani.

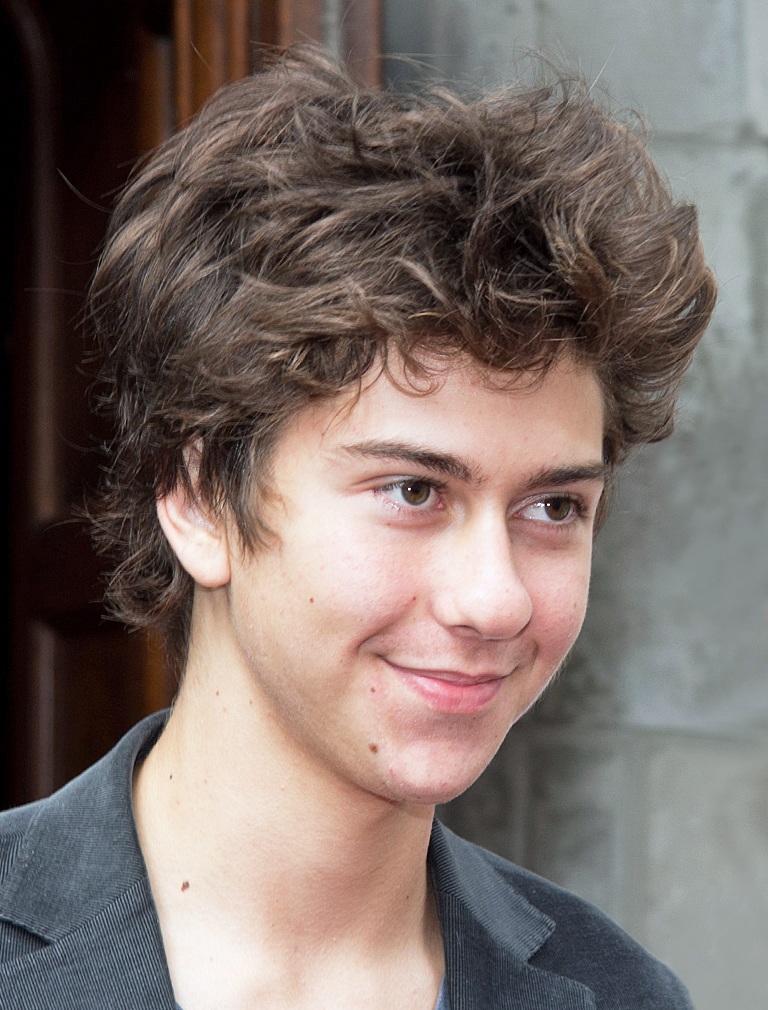
Nat Wolff al Toronto International Film Festival 2011

Il film viene messo in onda il 27 gennaio 2007, seguito una settimana dopo dalla prima puntata della serie televisiva che ottiene il gradimento degli spettatori e prosegue la programmazione per tre stagioni, dal 2007 al 2009. Spin-off della pellicola originale, in tutti i 40 episodi che compongono la serie il protagonista è sempre Nat, ancora una volta nel ruolo di leader della band dove suonano il fratello Alex (batteria) e gli amici David Levi (tastiere), Thomas Batuello (violoncello), Qaasim Middleton (chitarra), Allie DiMeco “Rosalina” (basso); il manager è sempre il giovanissimo Cooper Pillot. Alcune delle canzoni scritte da Nat e suonate nella serie TV sono pubblicate nei CD The Naked Brothers Band (2007) e I Don’t Want to Go to School (2008). Al termine delle riprese televisive, Nat e il fratello Alex costituiscono un nuovo gruppo musicale, Nat & Alex Wolff, che pubblica nel 2011 l'album Black Sheep.
Nel 2009 Nat interpreta di nuovo se stesso nella scena finale del film Mr. Troop Mom di William Dear, in cui The Naked Brothers Band suona in concerto la canzone If You Can Make It Through The Rain.
Nel 2011 interpreta anche la parte di Jake nel film Peace, Love, & Misunderstanding di Bruce Beresford.
Sempre nel 2011 ottiene una piccola parte nel film Capodanno a New York di Garry Marshall.
Nel 2012 ha preso parte ad altri film come protagonista come Stuck in love, dove interpreta Rusty, nel 2013 Palo Alto, dove interpreta Fred.
Nel 2014 ha recitato nel film Colpa delle stelle tratto dall'omonimo libro di John Green, nella parte di Isaac.
Nel 2015 appare come protagonista nel film Città di carta insieme a Cara Delevingne.

## Filmografia

### Cinema
- The Naked Brothers Band: The Movie, regia di Polly Draper (2005)
- Mr. Troop Mom, regia di William Dear (2009)
- Peace, Love & Misunderstanding, regia di Bruce Beresford (2011)
- Capodanno a New York (New Year's Eve), regia di Garry Marshall (2011)
- Stuck in Love, regia di Josh Boone (2012)
- Admission - Matricole dentro o fuori (Admission), regia di Paul Weitz (2013)
- Palo Alto, regia di Gia Coppola (2013)
- Colpa delle stelle (The Fault in Our Stars), regia di Josh Boone (2014)
- Comportamenti molto... cattivi! (Behaving Badly), regia di Tim Garrick (2014)
- Città di carta (Paper Towns), regia di Jake Schreier (2015)
- Lo stagista inaspettato (The Intern), regia di Nancy Meyers (2015)
- Ashby - Una spia per amico (Ashby), regia di Tony McNamara (2015)
- Grandma, regia di Paul Weitz (2015)
- In Dubious Battle - Il coraggio degli ultimi (In Dubious Battle), regia di James Franco (2016)
- Death Note - Il quaderno della morte (Death Note), regia di Adam Wingard (2017)
- 40 sono i nuovi 20 (Home Again), regia di Hallie Meyers-Shyer (2017)
- Rosy, regia di Jess Bond (2018)
- The Kill Team, regia di Dan Krauss (2019)
- Semper Fi - Fratelli in armi (Semper Fi), regia di Henry Alex Rubin (2019)
- Mortal, regia di André Øvredal (2020)
- Nessuno di speciale (Mainstream), regia di Gia Coppola (2020)
- Body Cam, regia di Malik Vitthal (2020)
- Which Brings Me to You - Storia di una confessione (Which Brings Me to You), regia di Peter Hutchings (2024)

### Televisione
- The Naked Brothers Band – serie TV, 40 episodi (2007-2009)
- BrainSurge, episodio "Celebrity BrainSurge" (2009)
- Room 104 – serie TV, episodio 1x07 (2017)
- The Stand – miniserie TV, 6 puntate (2020-2021)
- Joe vs. Carole – miniserie TV, 4 puntate (2022)
- The Consultant – serie televisiva, 8 episodi (2023)

## Discografia
- 2007: The Naked Brothers Band: Music from the Movie
- 2007: The Naked Brothers Band
- 2008: I Don't Want to Go to School
- 2011: Black Sheep
- 2013: Throwbacks

## Premi e riconoscimenti
Teen Choice Awards
- 2014 - Miglior attore in una scena stealer per Colpa delle stelle
- 2014 - Migliore intesa con Shailene Woodley e Ansel Elgort per Colpa delle stelle
- 2015 - Candidato come miglior attore dell'estate per Città di carta[4]

## Doppiatori italiani
Nelle versioni in italiano delle opere in cui ha recitato, Nat Wolff è stato doppiato da:
- Flavio Aquilone in Stuck in Love, Comportamenti molto... cattivi, Admission - Matricole dentro o fuori, Body Cam
- Alessandro Campaiola in Colpa delle stelle, Death Note - Il quaderno della morte, The Consultant
- Manuel Meli in Lo stagista inaspettato, Ashby - Una spia per amico, Room 104
- Davide Perino in The Kill Team, Nessuno di speciale
- Danny Francucci in Mortal, Which Brings Me to You - Storia di una confessione
- Omar Vitelli in In Dubious Battle - Il coraggio degli ultimi
- Alessio De Filippis in The Naked Brothers Band
- Federico Campaiola in Città di carta
- Luca Mannocci in 40 sono i nuovi 20
- Alessandro Germano in Semper Fi - Fratelli in armi